# 96 (број)
96 је природан број који се јавља после броја 95, а претходи броју 97.

## У математици
96 је:
- октагонални број.[1]
- рефакторабилни број.[2]

## У науци
- атомски број киријума.
- Месје 96, спирална галаксија у сазвежђу Лав.
- NGC 96, спирална галаксија у сазвежђу Андромеда.